# Skála (ort i Grekland, Sydegeiska öarna, Nomós Dodekanísou, lat 37,32, long 26,54)
Skála (Skala) är en ort i Grekland.   Den ligger i prefekturen Nomós Dodekanísou och regionen Sydegeiska öarna, i den östra delen av landet, 260 km öster om huvudstaden Aten. Skála ligger 1 meter över havet och antalet invånare är 1 747. Den ligger på ön Patmos.
Terrängen runt Skála är platt åt nordost, men söderut är den kuperad. Skála är det största samhället i trakten. 